# Кровавое посвящение
«Кровавое посвящение» (англ. The Initiation) —    американский мистический триллер в жанре слэшер, последний фильм режиссёра Ларри Стюарта.
Хотя Стюарт — единственный указанный в титрах режиссёр фильма, первоначально над картиной работал британец Питер Крейн, уволенный из проекта через несколько дней после начала съёмок. Некоторые сцены, снятые Крейном, вошли в окончательную версию.

## Сюжет
Молодая студентка Келли не помнит своего прошлого до 9-летнего возраста. Родители объясняют эту амнезию падением девочки с большой высоты и пребыванием в коме. Но странные кошмары преследуют Келли всё время, что прошло с тех пор. Молодой преподаватель психологии, защищая диссертацию по сновидениям, решает помочь девушке разобраться с ночными страхами. В ходе проведения гипноза выясняется, что это не сон, а воспоминания об убийстве отца, измене матери и гибели незнакомца в огне. Далее следуют убийства «призраками из прошлого», вот тут-то и начинается настоящая резня. Подростки умирают один за другим, причём способы убийства почти не повторяются. Жертвы кричат, как им и положено, а помощь подоспевает, как всегда, поздно.
Фильм изобилует метафорами, психологическими концепциями, отсылая нас к Юнгу и Фрейду, раскрываются тема зависти и диктата в молодёжных сообществах, присутствуют элементы эротики.

## В ролях
- Дафна Зунига — Келли / Терри
- Вера Майлз — Фрэнсис, мать Келли
- Клу Гулагер — Дуайт, отец Келли
- Джеймс Рид — Питер Адамс
- Мэрилин Каган — Марсия
- Роберт Дауделл — Джейсон Рэндалл
- Патти Хейдер — медсестра Хиггинс
- Фрэнсис Петерсон — Меган
- Хантер Тайло — Элисон
- Паула Ноулз — Бет
- Джой Джонс — Хайди